# Liste evangelischer Kommunitäten
Die Liste evangelischer Kommunitäten  enthält bestehende und ehemalige evangelische geistliche Lebensgemeinschaften.

## Kommunitäten von Frauen und Männern
Bestehende Kommunitäten
Deutschland
- Kommunität Adelshofen
- Christusbruderschaft Falkenstein
- Evangelische Bruderschaft Kecharismai (Blumenmönche)
- Communität Christusbruderschaft Selbitz

## Frauenkommunitäten

### Bestehende Frauenkommunitäten
Deutschland
- Diakonisches Schwesternschaft Barsinghausen bei Wolmirstedt, seit 1543/1996 (davor Augustiner-Doppelkloster, Augustiner-Chorfrauenstift, seit 1543 evangelisches Damenstift)
- Stift Bassum, seit 1541 (vorher seit 988 Kanonissen)
- Stift Borstel, seit 1650
- Communität Casteller Ring
- Evangelische Marienschwesternschaft Darmstadt
- Stift Ebstorf, seit 1529 (vorher Prämonstratenser-Chorfrauenstift, Benediktinerinnenkloster)
- Stift Fischbeck, seit 1559 (vorher Kanonissen)
- Kloster Stift zum Heiligengrabe, Brandenburg, seit 1540 (mit Unterbrechungen, vorher seit 1287 Zisterzienserinnen)
- Stift Isenhagen, seit 1540 (davor Zisterzienserkloster, Zisterzienserinnenkloster)
- Stift Itzehoe, seit 16. Jahrhundert (vorher seit um 1230 Zisterzienserinnen)
- Luise-Henrietten-Stift Lehnin, Diakonissenstift seit 1911 (vorher Zisterzienser 1180–1542)
- Stift Lemgo, St. Marien, seit 1575
- Stift St. Johannis Lübeck, seit 1903 (vorher Benediktinerkloster, Zisterzienserinnenkloster, 1803 Säkularisation)
- Stift Lüne, seit 1711 (davor Kanonissenstift, Benediktinerinnenkloster)
- Stift Mariensee, 1543 (vorher seit 1207 Zisterzienserinnen)
- Stift Marienwerder, seit 1620 (davor Augustiner-Chorherrenstift, Augustiner-Chorfrauenstift)
- Stift Medingen, seit 1559 (vorher seit 1228 Zisterzienserinnen)
- Stift Obernkirchen, seit 1560
- Stift Preetz, seit 16. Jahrhundert (vorher Benediktinerinnen)
- Kommunität Diakonissenhaus Riehen
- Stift St. Johannis vor Schleswig, seit 1536 (davor Benediktinerinnenkloster)
- Schwesternschaft des Julius-Schniewind-Hauses
- Stift Uetersen, seit 1555 (vorher Zisterzienserinnen)
- Stift Walsrode, seit 1699 (vorher Kanonissenstift, Benediktinerinnen)
- Geistliche Frauengemeinschaft Wennigsen, seit 2008 (vorher Augustiner-Chorfrauenstift, seit 1542 evangelisches Damenstift)
- Stift Wienhausen, seit 1616 (vorher seit 1225 Zisterzienserinnen)
- Diakonissen-Kommunität Zionsberg

Schweiz
- Communauté de Grandchamp

### Ehemalige Frauenkommunitäten (meist Damenstifte)
Deutschland
- Magdalenenstift Altenburg, Thüringen (1705–1972)
- Stift Arendsee, Sachsen-Anhalt (1540–1813), vorher seit 1183 Benediktinerinnen
- Stift Barth (1733–1948)
- Stift Bergen auf Rügen (1569–1845), vorher Benediktinerinnen und Zisterzienserinnen
- Stift Bersenbrück (1802–1964), Zisterzienserinnen von 1231–1787
- Stift Brunshausen (1568–1709), vorher Benediktinerinnen
- Stift Cappel (1588–1971), davor Prämonstratenser-Chorfrauenstift
- Stift Dambeck, (1540–1644), 1991 Lukas-Kommunität, 1993 Josephsbruderschaft
- Stift Derneburg (1543–1643), vorher 1213 Augustinerinnen, 1443 Zisterzienserinnen
- Stift Diesdorf (1551–1810)
- Stift Dietkirchen/Bonn (?–1802)
- Stift Dobbertin (1572–1945 und 1948–1961)
- Stift Drübeck (1732–1940)
- Stift Elsey (16. Jh.–1810), vorher Prämonstratenserinnen
- Stift Eppinghoven (1650–1802), vorher seit 1214 Zisterzienserinnen
- Stift Fröndenberg (16. Jh.–1812), vorher Zisterzienserinnen seit 1225/30
- Stift Gandersheim (1589–1810)
- Stift Gernrode (1530–1614), vorher seit 961 Kanonissen
- Stift Gevelsberg (1577–1812), vorher seit 1230 Zisterzienserinnen
- Stift Goslar (16. Jahrhundert–1964) vorher Zisterzienserinnen 12. Jh.
- Stift Joachimstein (seit 1728 Weltadeliges Fräuleinstift, bis 1945, heute Polen)
- Stift St. Johannis Harvestehude bei Hamburg (seit 1536, davor Zisterzienserinnenkloster)
- Stift Heiligenrode, Stuhr (1570–1805 und 1848–1965), vorher Benediktinerinnen seit 1182
- Stift Herdecke (16. Jh.–1811) Benediktinerinnen seit 819
- Stift Herford (1533–1803)
- Stift auf dem Berge, Stiftberg Herdorf (1548–1807)
- Stift Keppel (1547/94–1803/12), Prämonstratenserinnen 1236
- Stift Kitzingen (1558–1660), vorher Benediktinerinnen
- Gisela-Agnes-Stift Köthen (1711–?)
- Stift Lamspringe, (1568–1643) vorher Nonnenkloster mit 180 Nonnen!
- Stift Langendorf (1758–1774) Zisterzienserinnen 1230–1539
- Stift Leeden bei Tecklenburg (1538–1822)
- Stift Lilienthal bei Bremen Kloster Lilienthal (nach 1552–1650) vorher Zisterzienserinnen seit 1232
- Stift Lindau Bodensee (1542–1638 evangelisches Frauenstift?, danach katholisches Stift bis um 1803)
- Stift Lippstadt (1550–?), vorher Augustinerinnen
- Stift Lieme
- Stift Maria Magdalena Magdeburg (1687–1722)
- Stift Malchow (1572–1920), vorher Magdalenerinnen, Zisterzienserinnen
- Stift Marienfließ Prignitz (1544–nach 1945)
- Stift Mariengarten (1542–1631)
- Marienstift Minden (1530–1803)
- Stift Mosigkau bei Dessau (1780–1945)
- Kloster Neuendorf (1578–1810) vorher Zisterzienserinnen seit 1232
- Kloster Neuenwalde, 1683–bestehend; vorher seit 1219 Benediktinerinnen
- Stift Oberstenfeld (1535–1802 und 1805–1920)
- Stift Quedlinburg (1539–1803)
- Stift Ribnitz (Dezember 1599–1920, vorher Klarissenkloster)
- Stift zum Heiligen Kreuz Rostock (1584–17. August 1920, vorher Kloster)
- Stift Rühn (1581–1756, davor Zisterzienserinnen seit 1232)
- Stift Schaaken (1591–1848) vorher Benediktinerinnen seit 1189
- Stift Steterburg (1691–1938, davor Kanonissenstift, Augustiner-Chorfrauenstift)
- Stift Wallenstein (1759–1992)
- Stift Wanzka (1549–1584, vorher Zisterzienserinnen 1280–1549)

- Stift Wöltingerode (1568–13. Mai 1809)
- Stift Wülfinghausen (1543/93–1994), vorher seit 1236 Augustinerinnen, seit 1994 Christusbruderschaft
- Stift Zehdenick (1541–1945, vorher seit 1250 Zisterzienserinnen)
- Stift Ziesar (1541–1610), vorher Zisterzienserinnen seit 1330

Schweiz
- Communität El Roi, Basel, Schwesternschaft 1988–2017 (seitdem Huus am Brunne)

## Männerkommunitäten
Bestehende Männerkommunitäten
Deutschland
- Kloster Amelungsborn, Laienbruderschaft der Familiaritas
- Kloster Segen, Berlin-Prenzlauer Berg, Communität Don Camillo
- Kanaan-Franziskusbruderschaft Darmstadt
- Evangelisches Gethsemanekloster im Kloster Riechenberg[1]
- Kloster Kirchberg, der Evangelischen Michaelsbruderschaft (Berneuchener Bewegung)
- Kloster Triefenstein, Sitz der Christusträger-Bruderschaft
- Priorat Sankt Wigberti,  Thüringen, evangelische und römisch-katholische Mönche nach der Benediktus-Regel, innerhalb der Evangelischen Kirche in Mitteldeutschland